# Château de Montréal-de-Sos
Montréal-de-Sos est un château fort situé sur la commune d'Auzat, dans la vallée de Vicdessos, en Ariège, France. Ce château comtal fut un des plus importants châteaux des comtes de Foix au Moyen Âge. Bâti à la fin du XIIe siècle, il a été conservé jusqu'au début du XVe siècle, date à laquelle il fut volontairement arasé par les comtes de Foix.
A l'état de ruines, ses vestiges incluent une grande enceinte flanquée de deux tours et un quartier aristocratique. Ce dernier est rassemblé autour d'un donjon construit sur une motte, fait assez peu banal en haute Ariège.
Montréal-de-Sos a fait l'objet d'un programme de fouilles archéologiques de 2001 à 2017.

## Situation  et accès
Le lieu fait partie du pays de Foix Haute-Ariège, mais le Couserans commence avec la commune voisine à l'ouest, Aulus-les-Bains.
À 25 km au sud de Foix à vol d'oiseau, Auzat est niché en fond de vallée en rive gauche (côté nord-ouest) du Vicdessos, affluent de rive gauche (côté ouest) de l'Ariège. Le ruisseau de Saleix, qui vient du col de la Crouzette à l'ouest, rejoint le Vicdessos dans le village à quelque 730 m d'altitude. 
Le fond de la vallée du Vicdessos est très étroit ; les seuls endroits propices à l'habitat sont les petits bassins nés des confluences. Auzat se trouve avec Vicdessos dans le plus grand de ces bassins, concentrant ainsi les habitats les plus importants sur une surface de seulement 3 km2 (300 ha). 
Le GR 10, qui suit la chaîne des Pyrénées de mer à océan, rejoint le cours du Vicdessos à 3,5 km au sud-ouest.

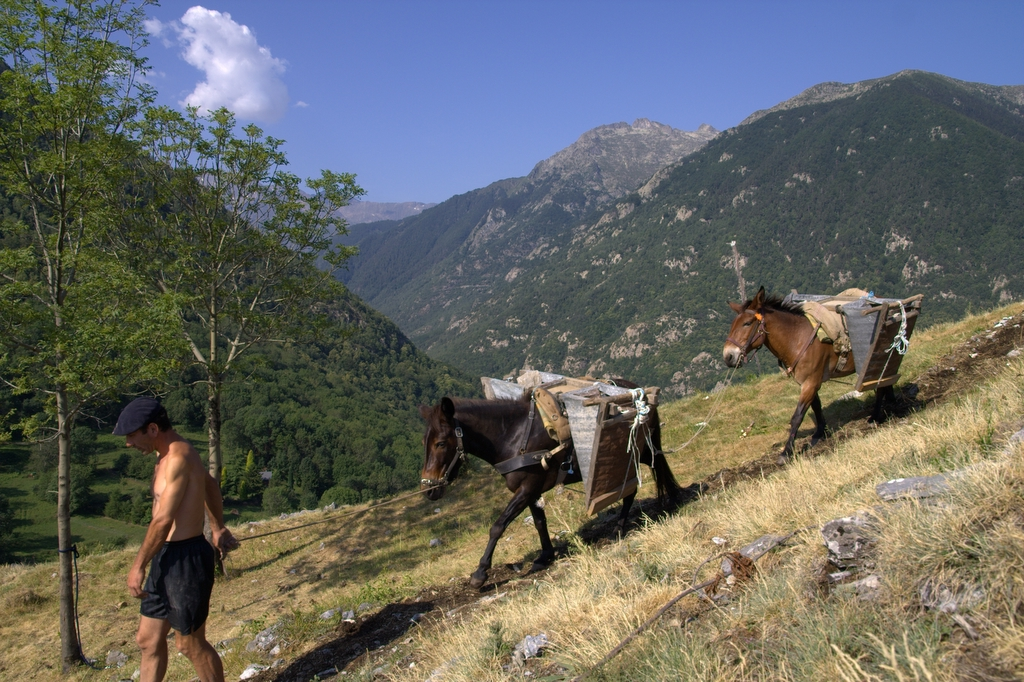
Mulets à Montréal-de-Sos

Les ruines s'atteignent à pied par un chemin depuis le hameau d'Olbier : de nos jours bien tracé, il a été empierré avec une partie des gravats évacués du château à dos de mulet.
Les ruines du château, installées à 881 m d'altitude au nord du hameau d'Olbier, en rive droite (côté sud-est) face au village, dominent ce dernier depuis l'éperon rocheux qui jute de la face nord du Pijol de Brosquet (alt. 1 764 m), extrémité de la crête nord-ouest de la Pique d'Endron (alt. 2 472 m),.

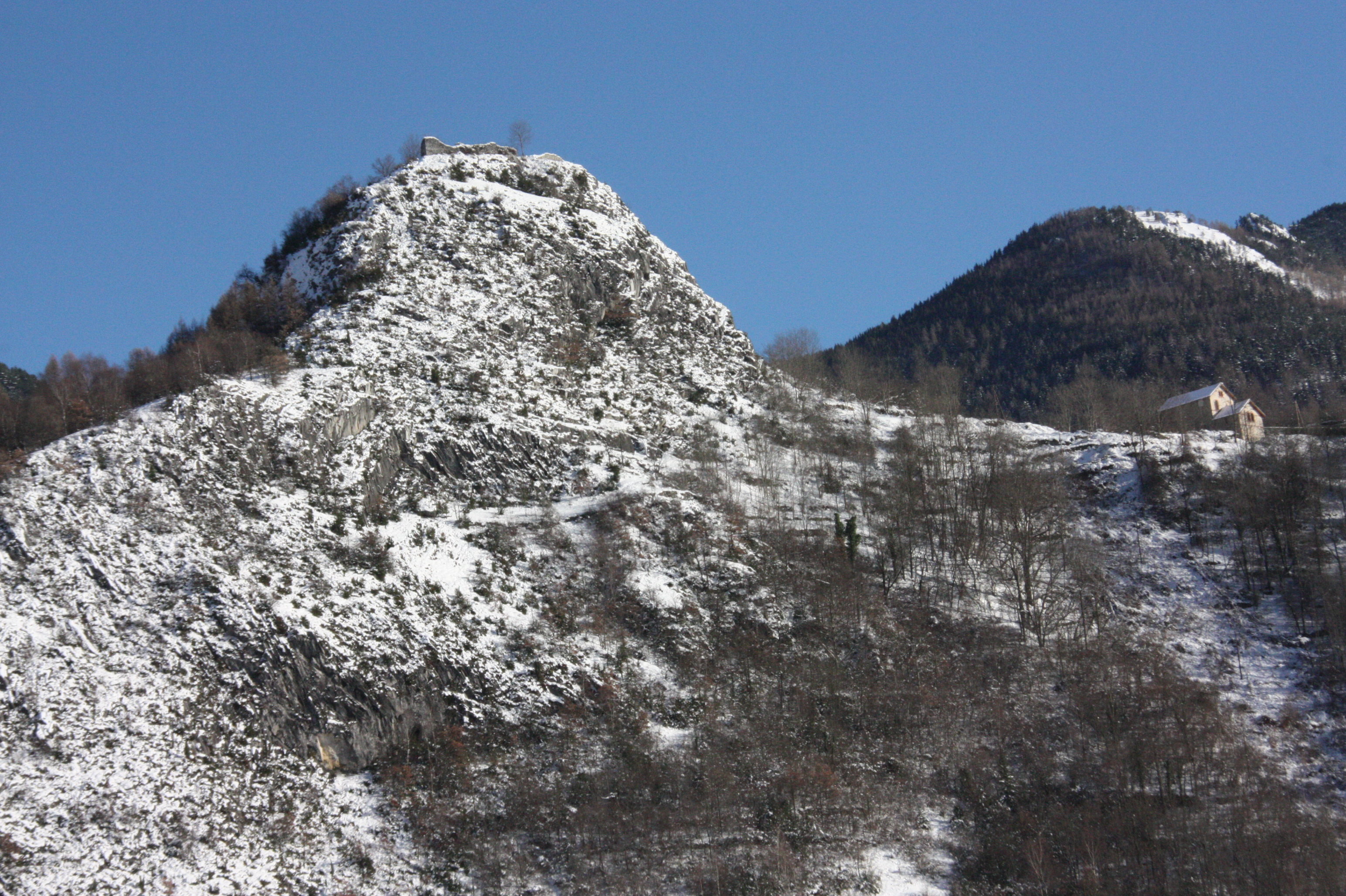
Vu depuis l'ouest-nord-ouest, l'éperon à gauche ; l'angle de la tour du Barri y marque la pointe nord-ouest du château. À droite, le Pijol de Brosquet. Entre ces deux hauteurs, le hameau d'Olbier

## Description
L'éperon de Montréal-de-Sos est une hauteur karstique, domaine des pelouses sèches calcicoles.[réf. nécessaire] Ses pentes forment des falaises au nord et au sud.

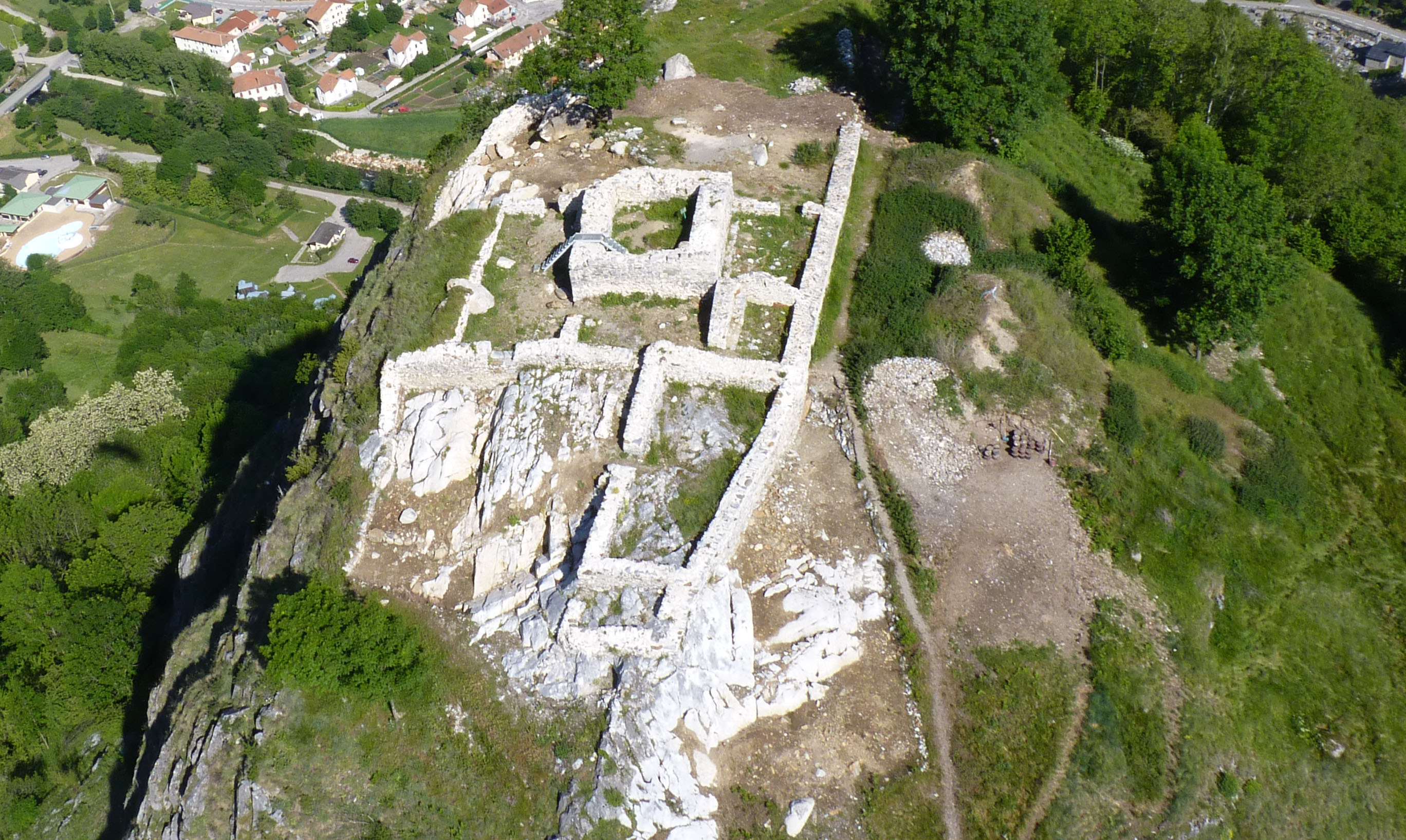
Vue aérienne depuis l'est sur l'éperon et sur Auzat, mai 2011. Dans l'enceinte, le carré fermé est le donjon, la tour du Barri est cachée par l'arbre au bout de l'éperon, la tour du Campanal est hors photo vers le bas.

Son sommet n'est pas tronconique : il se présente comme une sorte de plate-forme orientée nord-ouest / sud-est, constituée d'une succession de vastes paliers à pente plutôt faible, séparés par de petits ressauts subverticaux.
Le sol y forme principalement deux étages et son point haut n'est pas centré. L'étage le plus haut est au nord-ouest ; il est appelé caput castri et culmine à 978,30 m à quelques mètres au nord du donjon. Il est enveloppé à l'est et au sud-est par un étage plus bas de quelques mètres ; à l'est la pente est plutôt forte, au sud-est se trouve le second palier à pente douce.
Le site archéologique découvert a une surface totale de plus de 8 000 m2, pour plus de 150 m de longueur entre ses deux extrémités les plus éloignées (nord-ouest / sud-est) ; sa forme générale (enceinte extérieure) est celle d'un parallélogramme allongé. Deux tours flanquent l'enceinte (fig. 16). La tour du Barri, dont il subsiste un pan à l'extrémité nord-ouest de la forteresse et de la plateforme, domine le bassin d'Auzat. La tour du Campanal, à l'extrémité sud-est du site, garde le point d'accès à l'espace intérieur des fortifications.
On accède au sommet principalement par le côté sud-est, le seul qui permette l'installation d'un chemin muletier. menant directement vers le village de Vicdessos vers l'aval et l'ouest, ou bien vers Goulier vers l'amont et le sud. 
Mais les flancs de l'éperon sont percés de quelques porches. Certains de ces porches traversent les falaises de part en part sur de courtes distances et constituent des accès depuis le pied de l'escarpement jusqu'au sommet. Ils ont été aménagés pour en faciliter l'accès mais aussi pour pouvoir les barrer.

## Historique

### Préhistoire, protohistoire
Les fouilles, axées sur le corpus médiéval, ont été concentrées sur le sommet du castrum, au cœur des installations comtales ; les périodes plus anciennes ont donc la part du pauvre dans les 17 ans d'étude du site, d'autant que les nombreux travaux sur le château de la fin du XIIe à la fin du  XIVe siècle ont considérablement remanié les couches archéologiques antérieures.
Des grottes entourent le sommet et comportent de célèbres peintures dans lesquelles certains voient une représentation du Graal, d'autres l'amusement d'un berger.
Le site est occupé pendant plus de deux millénaires.
Au sommet, l'installation la plus ancienne découverte est celle datée de la partie finale de la Tène (ou deuxième âge du fer) (oppidum ?).
À 1 500 m au nord-ouest se trouve le dolmen de Sem.

### Moyen-Âge

#### XIIesiècle, la construction
Le château de Montréal-de-Sos est construit à la fin du XIIe siècle lorsque l'autorité comtale s'impose clairement sur la haute vallée.

#### XIIIe–XIVesiècles, l'expansion
L'enceinte externe date de la première phase du château. Elle est construite fin XIIe siècle ou tout début du XIIIe siècle, avec chemin de ronde soutenu par des poteaux. Un de ses effets est d'empêcher l'écoulement d'eau au point le plus bas du sommet (au sud), ce qui à terme en lessive les couches archéologiques et / ou les mélange. 

Avant cette enceinte, le site était défendu seulement sur son côté exposé, au sud-est : le barrage de cet accès est facilité par une succession d'encoches qui s'étagent en crans sur la pente sud-est de l'éperon.
D'autres aménagements sont effectués au début du XIIIe siècle et au milieu du XIVe siècle. Il sert alors notamment à assurer la domination comtale sur l'important marché du fer de Vicdessos et les activités autour de la grande mine de Rancié à Sem.
En 1272, Raymond Bataille de Mirepoix est le seigneur châtelain du château.

#### XVesiècle, la fin
Au début du XVe siècle, à la faveur d'une restructuration des châteaux du comté de Foix et de peur que les ennemis puissent s'en emparer, les comtes le désarment par arasement.

## Programme de fouilles archéologiques
Depuis sa démolition au XVe siècle, les vestiges du château sont enfouis sous plusieurs mètres de pierres, gravats et autres matériaux. L'année 2001 voit les premiers pas sur le terrain (enquête et sondages en 2001 et 2002) d'un programme de recherches archéologiques lancé en l'an 2000 par la mairie d'Auzat, qui en confie la responsabilité à l'historienne Florence Guillot. Le premier sondage, en 2001, a lieu dans le donjon central et sommital.

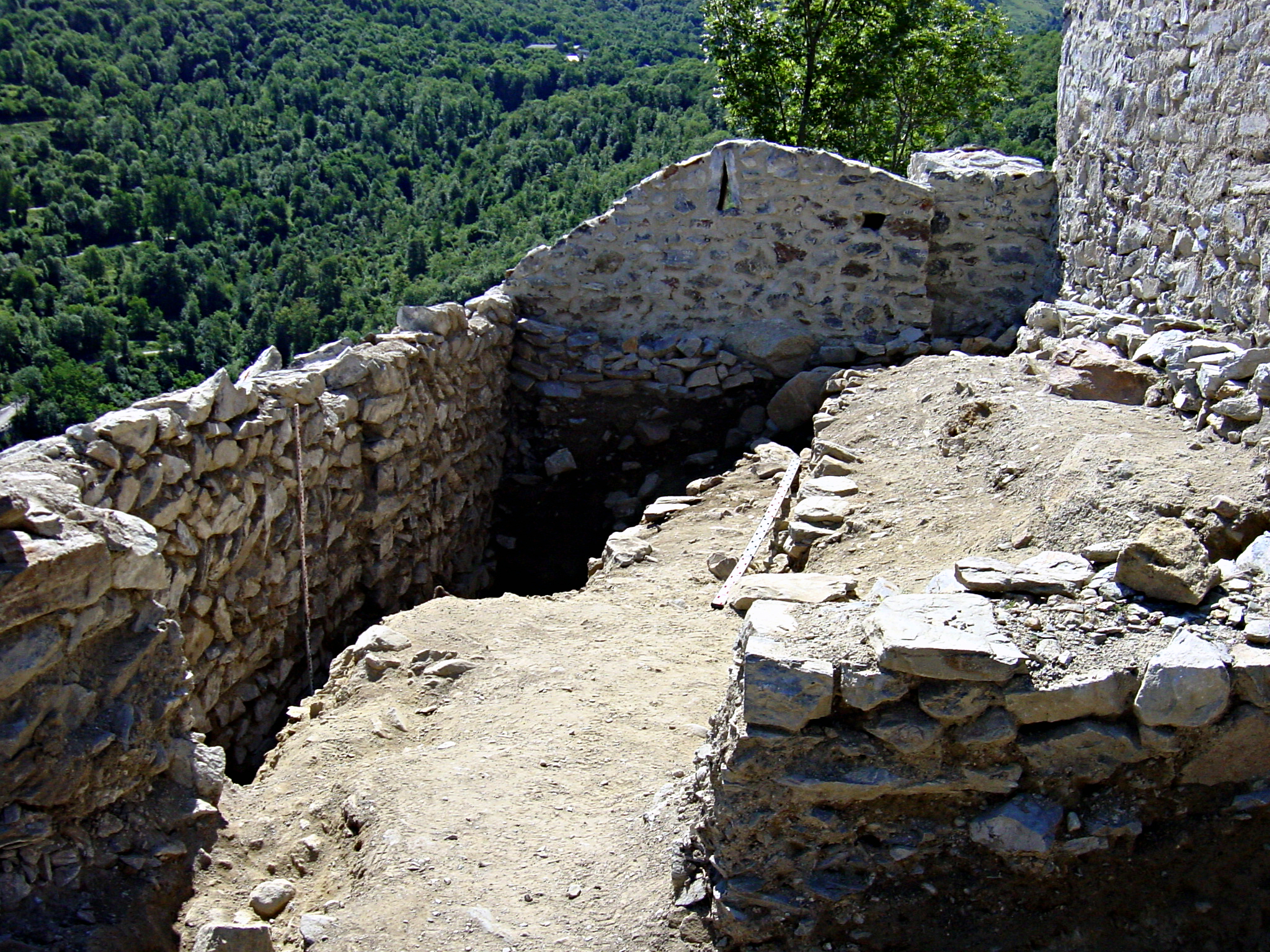
La zone 1, côté est-nord-est du donjon, vue vers le sud-est.

La dernière série de sondages a lieu début été 2003, pour dégager un morceau du parement du donjon. Une fouille programmée en 2004 et 2005 est centrée sur le pourtour nord-est du donjon. De 2006 à 2009 se déroulent une première série triennale de fouilles sur le quartier du donjon, prolongée par une série biennale 2009 et 2010 avec 87 fouilleurs en 2009. Les fouilles reprennent en 2012, 2013 et 2015 mais cette fois hors du sommet : à l'étage inférieur et dans la grotte de Campanal sous le château fortifiée également et associée au château.
La zone 1 au pied nord-est du donjon, premier espace entièrement fouillé, a livré une stratigraphie sans perturbation ni hiatus, couvrant les deux siècles d'occupation du château.
Nicolas Portet (respons.) et Marie-Agnès Raynaud ont étudié le matériel céramique, en os travaillé et métallique ; Francis Dieulafait les monnaies ; et Florence Guillot les ardoises.
Coordonné par la régie Patrimoines de la Communauté de communes d'Auzat-Vicdessos, ce programme s'est terminé en 2017 après 16 ans de fouilles,. Il a été intégré à un programme collectif de recherche (PCR) « Naissance et évolutions et fonctions des fortifications médiévales dans les comtés de Foix, Couserans et Comminges » (2004 à 2012). La fouille de la grotte du Campanal a contribué à l'étude du troglodytisme médiéval en haute Ariège (2013).

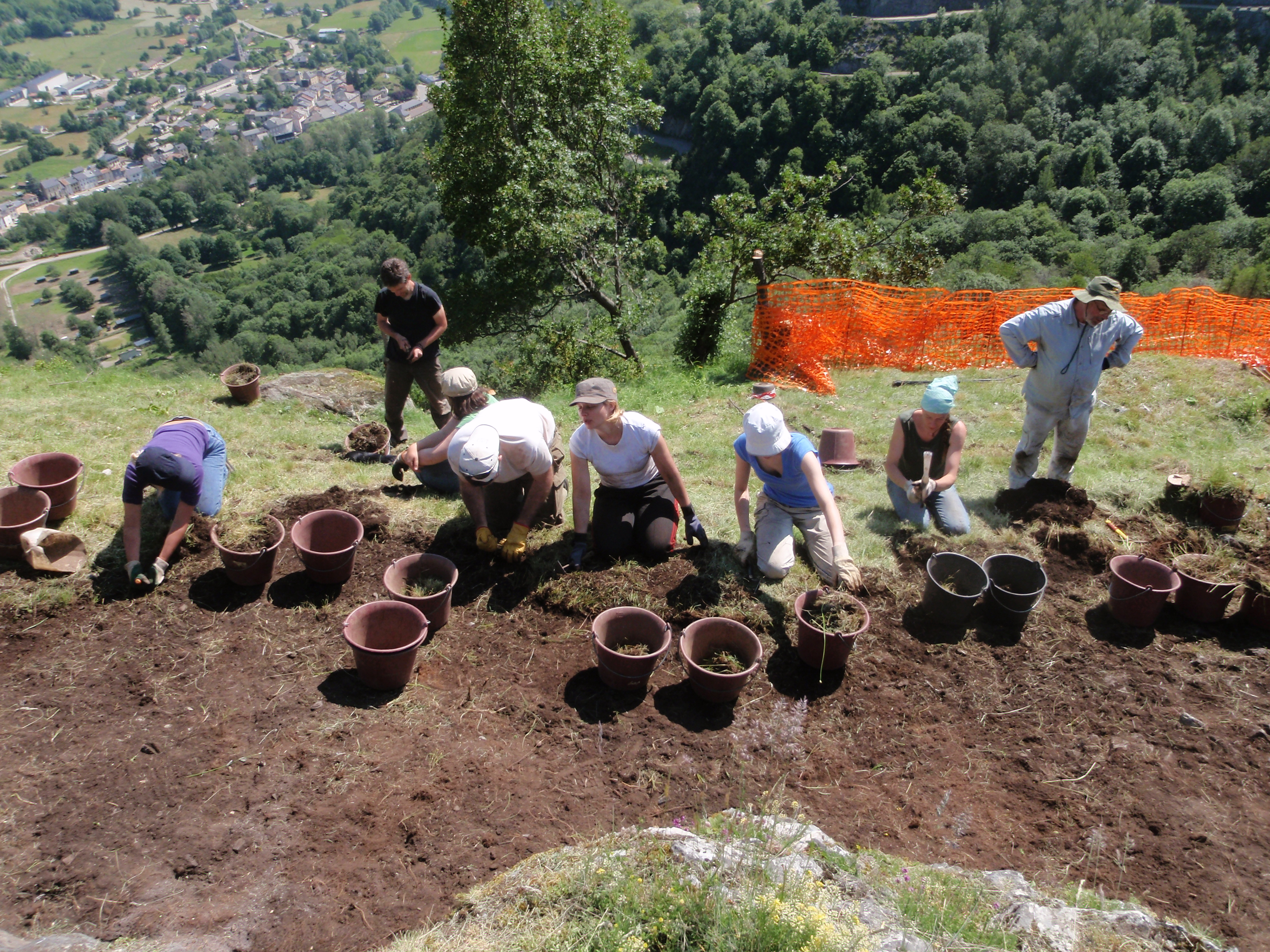
Fouilleurs à Montréal-de-Sos, juin 2013.
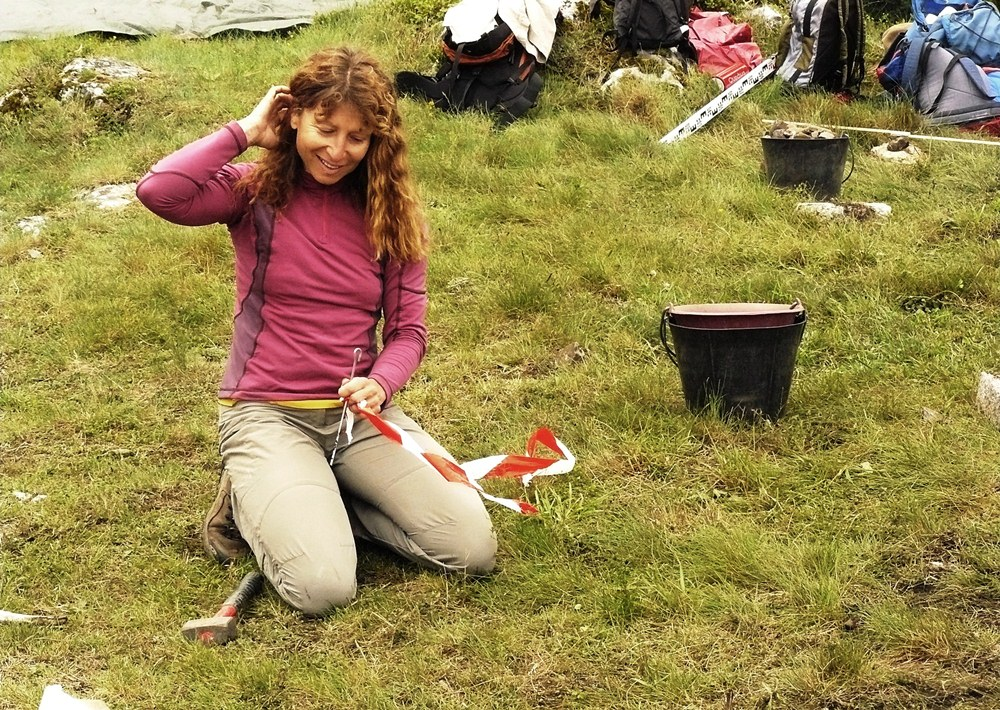
Florence Guillot à Montréal-de-Sos, 2011.

## Principales découvertes
A l'issue de la campagne de fouilles conduite en 2013, un rapport détaillé a été publié. Son introduction reprend l'historique des campagnes précédentes.
L'un des résultats notables de l'opération archéologique 2001-2017 est la belle stratigraphie intacte et complète de la zone 1, au pied du donjon. Les collections qui en sont issues sont des collections de références pour la haute Ariège, une région où les quelques sites médiévaux fouillés n'ont fourni que des collections entachées d'incertitudes sur les mobiliers et leurs évolutions locales. Lors des fouilles fut mis notamment au jour un moulin à bras.